# Storøstasiatiske velstandssfære
Den Storøstasiatiske velstandssfære (Kyūjitai: 大東亞共榮圈, Shinjitai: 大東亜共栄圏 Dai-tō-a Kyōeiken) var et begreb som blev skabt og fremmet af Kejserriget Japan i 1930'erne og 1940'erne med det formål at skabe en selvforsynende blok af "asiatiske lande, som var under Japans førerskab og uafhængige af Vestlige magter".
Japans eksperiment med finansiel imperialisme har fået betegnelserne "yen diplomati" eller "yen blokken", og rummede såvel officielle og halvofficielle kolonier. I perioden mellem 1895, hvor Taiwan blev annekteret, og 1937, hvor den 2. kinesisk-japanske krig brød ud, styrede og ledede japanske pengespecialister i Tokyo programmer for koordinerede reformer af pengevæsenet i Taiwan, Korea, Manchuria og de japansk kontrollerede øer i Stillehavet. Disse reformer havde til formål at opbygge et netværk af politiske og økonomiske forbindelser. Disse tiltag strandede på den senere fiasko med den storøstasiatiske velstandssfære.
Sfæren blev oprettet af den japanske premierminister Fumimaro Konoe, i et forsøg på at skabe et Storøstasien bestående af Japan, Manchukuo, Kina og dele af Sydøstasien som ifølge den japanske propaganda ville betyde en ny international orden, som søgte ‘fælles velstand’ for asiatiske lande, som ville komme til at dele velstand og fred, fri af vestlig kolonialisme og dominans. De militære mål med denne ekspansion omfattede isolation af Australien og flådeoperationer i det Indiske ocean.
Dette var imidlertid blot et af en række slogan og begreber, som blev brugt som retfærdiggørelse af japansk aggression i Østasien i 1930'erne og frem til slutningen af 2. verdenskrig, og begrebet "Storøstasiatiske velstandssfære" huskes i dag stort set kun som en facade for japansk kontrol over besatte lande under 2. verdenskrig hvor marionetregeringer manipulerede de lokale befolkninger og økonomier til fordel for Kejserriget Japan.
Negative bibetydninger, som mange stadig forbinder med begrebet "Storøstasien" (大東亜) er stadig en af en række vanskeligheder, som det årlige Østasiatiske topmøde står overfor. De blev indledt i 2005 for at diskutere mulighederne for etablering af et stærkere og mere forenet østasiatisk fællesskab.

## Historie
Under 2. verdenskrig blev mange japansk-besatte lande styret af marionetregeringer som manipulerede de lokale befolkninger og økonomier til fordel for Kejserriget Japan, bakket op af denne tanke om et forenet Asien uden, eller modstander af, europæisk indflydelse. Det var et begreb, som stammede fra den japanske hær, hvor det var blevet udformet af general Hachiro Arita, som på det tidspunkt var japansk udenrigsminister og en af hærens ideologer. "Storøstasien" (大東亜 Dai-tō-a) var et japansk begreb (som blev bandlyst under efterkrigstidens besættelse af Japan) som dækkede Fjernøsten.
Ideen om den fælles velstandssfære blev formelt lanceret af udenrigsminister Matsuoka Yosuke den 1. august 1940 under et avis interview, men havde allerede eksisteret i forskellige former i mange år. Japanske ledere havde længe været interesseret i ideen, i realiteten for at udvide Japans magtområde og etablere et imperium baseret på europæiske modeller, selv om der angiveligt skulle være tale om at befri Asien for imperialisme.
Som led i sin krigskampagne indeholdt japansk propaganda slogans såsom "Asien for asiaterne!" og talte om det følte behov for at befri asiatiske lande fra imperialistiske magter. I nogle tilfælde blev de budt velkommen, når de invaderede nabolande og fordrev britiske, franske eller andre lande og militærstyrker. Som regel førte japanernes efterfølgende brutalitet og racisme til at de blev anset for lige så slemme, eller ofte meget værre end de vestlige imperialister.
Fra et japansk synspunkt var hovedformålet med at etablere den Storøstasiatiske velstandssfære det samme som at gå i krig med De Forenede Stater: Det kinesiske marked. Japan ønskede deres førerstilling i forhold til det kinesiske marked anerkendt af den amerikanske regering. USA derimod så på den umådelige rigdom, som fandtes i dette marked og afviste derfor at give Japan en særlig placering i handelen hermed. I et forsøg på at give Japan en formel fortrinsstilling på det japanske marked invaderede Kejserriget Japan og søsatte den Storøstasiatiske Velfærdssfære.
Ifølge udenrigsminister Shigenori Togo ville Japan, hvis det skulle lykkes at skabe denne sfære, fremstå som lederen af Østasien og den Storøstasiatiske Velstandssfære ville blive et andet navn for det Japanske imperium. En undersøgelse af global politik med Yamato racen som kerne, et hemmeligt regeringsdokument, som blev færdiggjort i 1943, hævder direkte, at japanerne var de øvrige asiatiske racer overlegen og hævdede at sfæren blot var propaganda med det formål at maskere Japans sande hensigter om at dominere Asien.
Velstandssfæren brød sammen med den japanske kapitulation.

## Den storøstasiatiske konference
Den storøstasiatiske konference (大東亜会議 Dai Toa Kaigi) blev afholdt i Tokyo fra 5. – 6. november 1943, hvor Japan var vært for statsoverhovederne for en række medlemmer af den Storøstasiatiske Velstandssfære. Konferencen blev også omtalt som Tokyo konferencen.
Konferencen behandlede ikke emner af substans, men havde til formål at være et propaganda show, som skulle illustrere Kejserriget Japans støtte til det pan-asiatiske ideal og understrege dets rolle som "befrier" af Asien fra kolonialismen.
Deltagerne var:
- Hideki Tojo, Japans premierminister
- Zhang Jinghui, Manchukuos premierminister
- Wang Jingwei, præsident for Republikken Kinas reformerede regering
- Ba Maw, Statsoverhoved for Staten Burma
- Subhas Chandra Bose, Leder af den provisoriske regering for Det frie Indien Arzi Hukumat-e-Azad Hind
- José P. Laurel, præsident for den Anden filippinske republik
- Prins Wan Waithayakon, udsending fra kongeriget Thailand

Konferencen udsendte en fælles udtalelse om støtte til økonomisk og politisk samarbejde mod de Allierede.

## Årsager til at den Storøstasiatiske velstandssfære slog fejl
Selv om det lykkedes for Japan at stimulere modstanden mod Vesten i Asien førte sfæren aldrig til et forenet Asien. Dr. Ba Maw, præsident i Burma under japanerne, hævder at dette skyldtes det japanske militær:
| Citat | Militaristerne så kun alting ud fra et japansk perspektiv, og endnu værre, de insisterede på, at alle andre, som havde med dem at gøre, skulle gøre ligeså. For dem var der kun en måde at gøre en ting på: den japanske, kun et mål og en interesse: den japanske, kun en fremtid for de østasiatiske lande: for evigt at blive knyttet til de japanske interesser ligesom Manchukuo og Korea. Disse racemæssige forskrifter ... gjorde enhver reel forståelse mellem de japanske militarister og folkene i vores region så godt som umulig. | Citat |
|       | |       |

Med andre ord fungerede den Storøstasiatiske velfærdssfære ikke til fordel for alle de østasiatiske lande, men i stedet til fordel for Japans egne interesser, og derfor lykkedes det dem ikke at opnå støtte i andre østasiatiske lande. Nationalistiske bevægelser opstod i disse østasiatiske lande i denne periode, og disse nationalister samarbejdede i et vist omfang med japanerne. Willard Elsbree, professor emeritus i politologi på Ohio University, hævder imidlertid, at den japanske regering og nationalisterne aldrig udviklede "en ægte enighed om de to parters interesser, [og] der var ingen overvældende sorg i de andre asiatiske lande over Japans nederlag".
Det lader til, at Japans manglende evne til at forstå de mål og interesser, som de andre lande i den Storøstasiatiske Velfærdssfære havde førte til en svag samling af lande, som kun i teorien var knyttet til Japan. Dr. Ba Maw hævder, at Japans skæbne ville have været en anden, hvis japanerne blot havde evnet at handle i overensstemmelse med princippet om Asien for asiaterne. Han hævder, at hvis Japan havde fremsat dette som ledetråden ved starten af krigen, og hvis japanerne havde handlet derefter "kunne intet militært nederlag have berøvet dem for det halve Asiens tillid og taknemmelighed, og det ville have betydet meget for at give landet en ny, stor og varig placering i efterkrigstidens verden, hvor Asien fik en egen rolle."